# Feminizmus Japánban
Japánban a feminizmus a 19. század végén – 20. század elején kezdődött. Sokan úgy gondolják, hogy a mozgalom megjelenése a nyugati gondolkodás következménye volt, amely az 1868-as Meidzsi-restauráció után érte el Japánt. Mások szerint azonban a női jogok mozgalma külföldi és eredeti japán gondolatokból indult ki. A japán feminizmus abban különbözik a nyugati feminizmustól, hogy kevésbé koncentrál az egyéni autonómiára.
A 19. század előtt a japán nőket tradicionálisan arra tanították, hogy férfiaknak engedelmeskedjenek: apának, férjnek, testvérnek vagy fiúnak. Azonban miután a Meidzsi-restauráció megszüntette a feudális rendszert, a nők helyzete is változásnak indult. A nőkkel való emberkereskedelmet korlátozták, nők is benyújthattak válási kérelmet, és mind a fiúknak, mind a lányoknak kötelező volt alapfokú oktatásban részesülni.
További változtatások a nők helyzetét illetően a második világháború után jöttek. Választójogot kaptak a nők, és az 1946-os új alkotmány deklarálta a nemek közti egyenlőséget.
1970-ben a vietnámi háborúellenesség, az Új Bal (New Left) és az 1960-as évek végén radikalizálódott diákmozgalmak szellemében kibontakozott egy új női liberalizációs mozgalom, az úman ribu (woman lib). Ez hasonló volt más USA-beli és egyéb radikális feminista mozgalmakhoz, s a feminista aktivizmus újjáéledése következett a 70-es évek folyamán és később. Az aktivisták átfogó kritikát készítettek a modern Japán férfiak által uralt természetéről, alapvető változásokért küzdve a politikai és gazdasági életben, illetve a kultúrában. Ami megkülönböztette őket a korábbi feminista mozgalmaktól, az a hangsúly, amelyet a nemek liberalizálására fektettek (szei no kaihó). Elsősorban nem a férfiakkal való egyenjogúságra törekedtek, hanem inkább arra a tényre fókuszáltak, hogy a férfiakat is fel kéne szabadítani a patriarchális és kapitalista rendszer elnyomásai alól.
1979-ben az Egyesült Nemzetek Szervezete elfogadta az „Egyezmény a nőkkel szemben alkalmazott hátrányos megkülönböztetések (diszkrimináció) minden formájának kiküszöböléséről"-t (Cedaw). Az egyezményt a japán kormány 1985-ben jóváhagyta.
Mindezeknek a változtatásoknak az ellenére, Humana 1986-os művében a World Human Rights Guide-ban Japánt a nők helyzetét illetően az iparosodott világ egyik legegyenlőtlenebb országának nevezte.

## Politika

### Az Új Női Szövetség kialakulása
1919-ben Raicsó Hiracuka Icsikava Fuszae és Oku Mumeo segítségével megalapította az Új Női Szövetséget: Sin Fudzsin Kjokai. Céljuk az volt, hogy nőknek védelmet és befogadást biztosítsanak. Hiracuka 1919 novemberében beszédet mondott az All-Kansai Federation of Women's Organizations-ön: „A nők egységesítéséért” megállapította, hogy ha a nőknek lennének jogaik, a kormány tagjai lehetnének és segíthetnének a jövő meghatározásában.
A következő januárban Icsikava és Hiracuka az Új Női Szövetség következő két követelését fogalmazta meg: 
- Módosításokat akartak a köznyugalomról szóló rendőrségi törvényben(Public Peace Police Law), amely tiltotta, hogy a nők politikai pártokhoz csatlakozzanak, vagy részt vegyenek bármilyen politikai eseményben.
- Védelmet akartak a nemi betegségben szenvedő férjektől. Az 1898-ban felülvizsgált Polgári Törvénykönyv szerint, ha egy nő házasságtörést követett el, el kellett tőle válni és akár két év börtönbüntetésre is ítélhették. Azonban a nő nem válhatott el férjétől, ha az követett el házasságtörést. Az Új Női Szövetség olyan reformokat akart, melynek értelmében a nők elutasíthatták fertőzött férjüket, vőlegényüket.

Petíciókat készítettek, és az ellenzőknek azzal érveltek, hogy ezek az intézkedések csak elősegítenék, hogy a nők jobb anyává és feleséggé váljanak.
Két petíciót fogalmaztak meg. Az elsőben a Public Peace Police Law felülvizsgálását kérték, hogy a nőknek is lehessenek jogaik és az állam teljes jogú tagjai lehessenek. A másodikban azáltal akarták védni a nőket, hogy leendő férjeiket szexuális úton terjedő betegségekre tesztelnék, megengednék, hogy a nők is benyújtsanak válási kérelmet, és kártérítést kapjanak az orvosi költségekre. Azonban az országgyűlést azelőtt elnapolták, hogy a petíciót benyújthatták volna. 1921. február 26-án az alsóház törvényjavaslatot nyújtott be, mely megengedte, hogy a nők is részt vegyenek politikai gyűléseken. Azonban ezt a felsőház nem fogadta el. Végül 1922-ben az országgyűlés módosította az 1900-as Rendőrségi törvény 5. cikkelyét, ezzel megengedve a nőknek, hogy részt vegyenek politikai gyűléseken, de nem engedve, hogy egy politikai párthoz csatlakozzanak vagy szavazzanak. A nők mégis ünnepelték részleges győzelmüket.

### Szekirankai
A Szekirankai (赤らん会; Red Wave Society) volt az első szocialista női szövetség. 1921 áprilisában Jamakava Kikue vezetésével szervezték meg az egyesületet. A Szekirankai kiáltványában elítélte a kapitalizmust, azzal érvelve, hogy a nőkből rabszolgákat és prostituáltakat csinált. Vidéki családok pénzügyi nehézségek miatt sokszor kénytelenek voltak lányaikat gyárakba küldeni. Ezeknek a lányoknak munkásszállásokon kellett lakniuk, amelyet csak akkor hagyhattak el, ha dolgozni mentek. 12 órás műszakban dolgoztak nagyon rossz körülmények között. Sokan tüdőbajt is kaptak a rosszul szellőző gyárakbeli gyapotpor belélegzése miatt. A szálláshelyeken nem voltak orvosok, és gyakran a betegek nem részesültek megfelelő ellátásban. Miután a szerződés lejárt a nők visszatértek vidékre, hogy megházasodjanak. A Szekirankai legfőképpen a női jogokra és a szavazati jog megszerzésére törekedett.

### Tokió Rengo Fudzsinkai
Az 1923-as tokiói földrengés után, 1923. szeptember 28-án különböző szervezetek 100 vezetője összegyűlt és megalkotta a Tokió Rengo Fudzsinkai-t (Tokyo Federation of Women’s Organizations, Nőszervezetek Tokiói Szövetsége). A szervezetet öt részre osztották: társadalom, foglalkoztatás, munkaerő, oktatás és a kormány. A „kormány” foglalkozott a női jogokkal és azzal, hogy a nők is tagjai lehessenek az államnak. A kormányszekció vezetője, Kubusiro Ocsimi 1924 novemberében gyűlést hívott össze olyan nők számára, akik a női jogokért akartak küzdeni. A gyűlésen megalkották az első számú női választójogi szervezetet, a Fudzsin Szanszeiken Kakutoku Kiszei Domei-t (League for the Realization of Women’s Suffrage, Egyesület a női választójog megvalósításáért). A kiáltványban kijelentették, hogy a nők felelőssége az elmúlt 2600 év szokásait eltörölni, s a nők és férfiak természetes jogait is hangsúlyozták. A politikai jogok szükségesek voltak a dolgozó nők védelme érdekében.
Céljaik elérése érdekében az egyesület petíciót írt a polgári jogokért. 1925 februárjában az országgyűlés elfogadta azt a törvényjavaslatot, mely szerint a férfiak szabadon szavazhattak függetlenül a képesítésüktől. Ez azonban még mindig nem adott a nőknek szavazati jogot. Ők azonban továbbra is megpróbálták befolyásolni a képviselőket, hogy megvitassák a kérdést. 1925 márciusában négy tételt tárgyaltak meg az országgyűlésen. Sok nő elment megnézni, ahogy az alsóház megvitatta a következő kérdéseket: az 1900-as köznyugalomról szóló rendőrségi törvény módosítása, petíció a nők magasabb szintű oktatásáért, petíció a női választójogért a nemzeti választásokon és petíció az 1888-as Városi Törvénykönyv és Falusi Törvénykönyv változtatásáért, amely megengedné, hogy a nők is szavazzanak, és helyi tisztségeket megpályázzanak. A felsőház nem fogadta el a törvényjavaslatot a rendőrségi törvény megváltoztatására.
Amikor 1946. április 10-én a japán nők először szavazhattak , az állam teljes jogú tagjaivá váltak. Hiracuka Raicsó, Joszano Akiko, Kubusiro Ocsimi és más nők nagyon keményen dolgoztak az önmegvalósításért.

### Női választójog

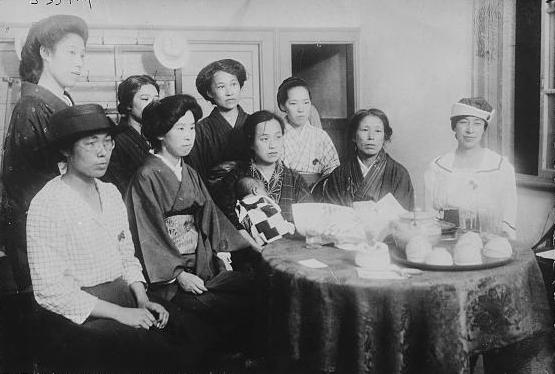
Egy női választójogi mozgalom tokiói gyűlése.

Habár a női képviselet már a 19. század óta jelen volt, igazán erőteljes női választójogi mozgalmak az 1920-as években, a zűrzavaros két világháború közötti időszakban jöttek létre. Elnézve a társadalmi, politikai és kulturális átalakulást a japán lakosok zavarodottak és frusztráltak voltak, ahogy a kicsi, elzárkózott nemzetük világhatalommá nőtte ki magát. Ennek a frusztráltságnak talán az egyik legjobb példája a női jogokért való küzdelem.
Az 1868-as Meidzsi-restauráció után a jogok fogalma komoly kérdéssé kezdett válni. A 19. század végén a női jogi mozgalom első hívei reformokat akartak a nőket elnyomó patriarchális társadalomban. A korai feminista mozgalmak legfontosabb célja a lányok és nők oktatásáért való küzdelem volt. A politikusok úgy vélték, hogy a nők oktatása rendkívül fontos az államban, mert előkészítené a lányokat, hogy értelmes feleségek és anyák legyenek, akik szorgalmas és hazaszerető fiúkat tudnak nevelni. Habár a politikusoknak nem feltétlen ugyanazok voltak az indítékaik, mint a női jogok szószólóinak a nők oktatását illetően, a fejlődés utat nyitott a nők további előrelépéséhez a japán társadalomban.
Ahogy egyre több embert érdekelt a női jogok témája, a női érdekképviseleti csoportok fokozatosan fejlődtek, és egyéb nőket érintő problémákra is kiterjesztették nézeteiket. A két világháború közötti időszakban jelentek meg a női választójogi mozgalmak. A törvény tiltotta, hogy a nők politikai pártokhoz csatlakozzanak, kifejezzék politikai nézeteiket vagy részt vegyenek bármilyen politikai eseményben. 1920-ra a nők politikai részvételének engedélyezéséért való küzdelem a feministák fő témája volt. 1922-ben a japán országgyűlés módosította az 1900-as Rendőrségi törvény 5. cikkelyét, ezzel megengedve a nőknek, hogy részt vegyenek politikai gyűléseken. Ez azonban még nem engedte, hogy a nők politikai pártokhoz csatlakozzanak vagy szavazzanak. A parlament tagjai közül sokan fölöslegesnek és önzőnek tartották, hogy a nők szerepet kapjanak az ország irányításában. Hiába álltak szemben hatalmas ellenzékkel, a feministák elszántan harcoltak a politikai egyenlőségért.
Miután a nők jogot szereztek, hogy részt vegyenek politikai gyűléseken, a női érdekcsoportok aktivitása hirtelen fokozódott. Az Alumni, Keresztény misszionáriusok és egyéb női segédcsoportok is fejlődésnek indultak a két világháború közötti időszakban. Az 1923-as tokiói földrengés után megalakult a Tokió Rengo Fudzsinkai, a szövetség egyfajta katasztrófaelhárító-szervezetként is szolgált, amely segített azoknak, akiket negatívan érintett a földrengés. Az idő múltával ez lett a kor legnagyobb női aktivista szervezete. A szervezetet öt részre osztották: társadalom, foglalkoztatás, munkaerő, oktatás és kormány. A kormányszekció volt talán a legjelentősebb, ugyanis megalkotta az első számú női választójogi szervezetet, a Fudzsin Szanszeiken Kakutoku Kiszei Domei-t (League for the Realization of Women’s Suffrage, Egyesület a női választójog megvalósításáért), amely a kor legbefolyásosabb és legszókimondóbb női érdekképviseleti csoportja volt. A kormányszekció kiadott egy kiáltványt, ami felhívta a figyelmet a visszaélésekre, amitől a japán nők szenvedtek, és arra is, hogy hogyan lehetne ezeket a problémákat megoldani. A kiáltvány a következő pontokból állt:
1. A nők felelőssége az elmúlt 2600 év szokásait eltörölni, és egy új Japánt építeni, ami a nők és férfiak természetes jogait támogatja és hangsúlyozza;
2. Mivel a nők már fél évszázada, a Meidzsi-korszak eleje óta a férfiakkal együtt járhattak iskolába, illetve a felsőoktatási lehetőségeik is szélesebb körben kiterjedtek, igazságtalan, hogy a nőket kizárják a nemzetközi szavazásokból;
3. A politikai jogok nélkülözhetetlenek a több mint négy millió dolgozó nő védelme érdekében;
4. A háztartásban dolgozó nőket a törvény előtt el kell ismerni teljes emberként;
5. Politikai jogok nélkül a nők nem tudják elérni az állami elismerést nemzeti vagy helyi kormányzati szinten;
6. Lehetséges, sőt szükséges összehozni különböző vallású és foglalkozású nőket egy női választójogi mozgalomban.

A Fudzsin Szanszeiken Kakutoku Kiszei Domei és számos más női érdekképviseleti csoport folytatta a küzdelmet a társadalmi és politikai befogadásért, illetve törvény általi védelemért a patriarchális szokások ellen, amelyek továbbra is negatívan befolyásolták az országot. Küzdelmük folyamatosan fejlődött, amíg a nők végül megkapták a választójogot 1946-ban.

### A feminizmus második hulláma és a születésszabályozási aktivizmus
A feminizmus második hulláma, ami az Egyesült Államokból indult ki,és számos más országra is hatással volt, Japánban is fokozott aktivizmust hozott. Tanaka Micu volt a japán radikális feminista mozgalom leglátványosabb alakja az 1960-as évek végén és a hetvenes évek elején. Számos röpiratot írt feminista témákról, a legismertebb a Mosdók felszabadítása. Fáradhatatlan szervezője volt a női felszabadító mozgalomnak, amely tüntetéseket vezetett, támogatta a Küzdő Női Aktivisták Csoportját, és létrehozta az első női központot és női menedéket Japánban az 1970-es években. Tanaka Micu az 1970-es évek végén elhagyta a feminista mozgalmat.
Egy másik aktivista, aki nagy médiafigyelmet kapott Japánban, Enoki Miszako volt. Enoki gyógyszerész volt, aki a fogamzásgátló tabletta legalizálásáért küzdött. Ő a média figyelmét akarta felkelteni egy Csupiren nevű tiltakozó csoport létrehozásával, a csoport tagjai rózsaszín motorkerékpár -sisakokat viseltek, és különféle „médiaszenzációkban” vettek részt, mint például a hűtlen férjeknek az irodáikban való szembesítésében. A férfiak által dominált média hírt adott a radikális feministákról, mint Tanaka és Enoki, de nem vették őket komolyan. Mint Enoki, Tanaka is küzdött a fogamzásgátlásért, és tüntetéseket szervezett, hogy megvédje a nők jogszerű hozzáférését az abortuszhoz. A fogamzásgátló tablettát 1999-ben legalizálták Japánban. Alkalmazzák az abortuszt is, amely ma széles körben elfogadott. 1954-ben alapították a Japán Családtervezési Egyesületet (Japan Family Planning Association), ami a Planned Parenthood partnere.
A Nők Felszabadító Mozgalma (WOLF) egy másik radikális aktivista csoport volt a hetvenes években. Egyik aktivistája, az újságíró Macui Jajori jól ismert alakja volt a "Nők ellen elkövetett nemzetközi háborús bűnökkel foglalkozó bíróságának". Ez a bizottság a japán kormányt „bíróság elé állítja”, hogy felelősségre vonja a „vigasznők” ellen elkövetett bűnökért, akiket a második világháború idején a japán katonák kihasználtak és szexuálisan bántalmaztak.
Az elmúlt évtizedekben Japánban kiemelkedő feminista akadémikusok közé tartozik a szociológus Ueno Csizuko és a feminista teoretikus Ehara Jumiko.

## Nyelv
Japánban a nőktől gyakran elvárt, hogy beszédük alkalmazkodjon az onnarasí (女らしい) tradicionális elvárásaihoz. Ez egyfajta szabályzat, mely megszabja, hogy egy nőnek hogyan kell viselkednie. Beszédben az onnarasí elvárja, hogy a nők magas hangon szólaljanak meg, udvariasabb és tiszteletteljesebb kifejezéseket használjanak, mint a férfiak, és nőiesnek vélt nyelvtani formákat alkalmazzanak. A feministák különböző véleménnyel vannak a nemi alapú nyelvi különbségekről. Vannak, akik szerint „elfogadhatatlan”, míg mások azt állítják, hogy ezeknek a nemi különbségeknek a eredete nem kötődik történelmi elnyomáshoz.
Japánban a házassági törvény elvárja, hogy az egyik házastárs felvegye a másik családi nevét, ugyanis ugyanabba a koszeki-be (háztartás) kell tartozniuk. Habár 1976 óta bizonyos esetekben a férj is csatlakozhat a nő családjához, 90-98 százalékban a nőnek kell a férfi családjához csatlakoznia, és felvennie a nevét. A férfiak csak akkor vehetik fel a feleségük nevét, ha „a menyasszonynak nincsen fiútestvére, és a vőlegényt a menyasszony szülei elfogadják utódjuknak.”
Feminista csoportok olyan szabályokat akarnak, melyek megengednék, hogy a házastárs megtartsa saját családi nevét, erre Japánban fúfu besszei-ként utalnak (夫婦別姓; férj és feleség, különböző családi név). Azonban ilyen szabályozást még nem fogadtak el.

## Oktatás
Japánban az Edo- és a Meidzsi-korban széles körben elterjedt egyfajta útmutató, az Onna Daigaku (Magas fokú oktatás nőknek). Ennek célja volt megtanítani a nőknek, hogyan legyenek jó feleségek és anyák. A nők fő feladata továbbra is a háztartás ellátása és a családról való gondoskodás volt, férjtől vagy apától függtek.
Az 1871-es oktatási törvény kimondta, hogy a diákoknak ugyanolyan oktatásban kell részesülniük függetlenül nemtől vagy társadalmi osztálytól. Ennek ellenére 1891-től a diákokat általában 3. osztály után nemek szerint elkülönítették, és sok lány nem folytatta tanulmányait az általános iskola után.

## Művészetek

### Szeitó magazin
Joszano Akiko (1878-1942) volt a Meidzsi-kor egyik legjelentősebb női költője. Joszano egy gazdag kereskedő lánya volt, ezért iskolába járhatott, ahol megtanult írni és olvasni. Később a Szeitó (Bluestocking, Kékharisnya) magazin szponzora lett és tagja volt a Mjódzsó („Fényes csillag”) nevű irodalmi folyóiratnak is. 1911 szeptemberében Joszano verse „A nap, amikor a hegyek mozognak” (Mountain moving day) a Szeitó magazin első számának első oldalán jelent meg. Ez a Szeitó-sa mozgalom kezdetét jelentette. A lap főszerkesztője Hiracuka Raicsó volt. A Szeitó tagjai az irodalom segítségével akartak a konfuciánus-alapú gondolkodás ellen harcolni és a nők helyzetén és lehetőségein javítani.
Más nők különböző nézeteket hoztak a magazinba. Okamoto Kanoko (1899–1939) buddhista nézetet hozott, az ő költészete kimondottan spirituális volt. Szerinte a nők sikeresek lehetnek, ha nem fogadják el a világ illúzióit. Ha kizárják a patriarchális társadalmat, a nők belső erőre találhatnak. Hiracuka 1915-ben egészségügyi problémák miatt elhagyta a magazint, utódja Itó Noe (1887-1923) lett. Ő foglalkozott a nők abortuszhoz való jogával, amely a magazin megszűntéig, 1916-ig központi téma volt. Itó egy anarchistához, Ószugi Szakaehez ment feleségül. Mindketten politikai foglyok lettek, majd a katonai rendőrség ölte meg őket az 1923-as tokiói földrengés után. Hajasi Fumiko (1904-1951) Okamoto Kanoko ellentéte volt. Hajasi naturalista volt, és az életet, mint élményt írta le. A történetei általában nőkről szóltak, akik férfi nélkül is jól boldogultak. Legtöbbször azonban a végén mégis megoldás nélkül visszatér a férfi-uralta társadalomhoz. Higucsi Icsijó után talán ő volt a legnépszerűbb női író.
A Szeitó magazin egyre inkább a társadalmi problémákra koncentrált, s emiatt sokan elítélték. A magazinban megjelent Ibsen japánra fordított Babaház (Nóra) című műve is. A mű egy nőről szól, aki apja aláírását meghamisítja, hogy megmentse férje életét. A férj ahelyett, hogy hálás lett volna, mérges és undorodott volt. A nő ezután elhagyja férjét.
A kormánynak nem tetszett, hogy a magazin ilyen típusú értékeket terjesztett. Egyre nagyobb lett az ellenzék, a magazint károsnak ítélték „a nők hagyományos erényei”szempontjából, majd a Szeitó öt számát betiltották. Az első történet, amelyet betiltottak Tamura Tosiko Ikicsi (Life Blood) című műve volt. A történet visszaemlékezés egy éjszakára, amit egy férfi és egy nő egy fogadóban töltöttek. Hiracuka Raicsó számát azért tiltották be, mert a hagyományos családi rendszert és a házasságot támadta. Itó Noe elutasított története a Suppon (Repülés) egy nőről szólt, aki elhagyta a férjét, majd a szeretője cserbenhagyta őt.

### Manga
A manga a női írók körében nagyon népszerű műfaj. Sokak szerint arra használják ezt a műfajt, hogy megváltoztassák a hagyományos nézetet a szexualitásról, nemekről és terhességről.

## Szexualitás

### Prostitúció
Japán női csoportok az 1880-as években kezdtek el kampányolni az intézményesített prostitúció ellen. 1935-ben megalkották a Kokumin Dzsunkecu Dómei-t („Nemzeti Tisztító Szövetség”). A korai aktivisták hajlamosak voltak a prostituált nőket hibáztatni a férfiak helyett, akik ezeket a szolgáltatásokat irányították. Különösen széles körben elterjedt a katonai bordély rendszer. Később a feministák aggodalmukat fejezték ki a katonai bordélyokban fennálló helyzet és az etnicizált hierarchia miatt.

### Reproduktív jogok
Japán feministák az 1930-as években kezdtek el a fogamzásgátlásért harcolni. Az abortusz 1941-től legális volt, de csak eugenikai okokból. A nők, akik sok gyereket szültek, kitüntetéseket kaptak az államtól. A Japán Családtervezési Egyesület (Japan Family Planning Association), a Planned Parenthood partnere Japán fő reproduktív jogi szervezete. Küzdenek a szájon át szedhető fogamzásgátlókért, hogy továbbra is legális legyen az abortusz, illetve a családtervezésről szóló oktatási anyagok terjesztéséért.

## Anyaság
Hagyományosan a nőknek a japán társadalomban az anyaság volt a fő szerepük, anyaként volt a legnagyobb „hatalmuk”. Egyes feministák az állítják, hogy ez a fajta erő csak fenntartja a patriarchális rendszert. Mások szerint azonban ez a nézet lekicsinyíti a szülői és háztartási feladatokat:

„Bármely kelet-ázsiai kultúrában azt láthatjuk, hogy a nőknek nagy hatalma van a háztartásban.  Ezt gyakran elutasítják a nem ázsiai feministák, akik azt állítják, hogy ez nem igazi hatalom, de… a japán nők elnézve az észak-amerikai háziasszonyok lealacsonyított helyzetét, azt gondolják, hogy ez egy alapvető társadalmi szerep befeketítéséhez vezet.”

### "Parazita szinglik"
Egyre több fiatal japán nő dönt úgy, hogy nem akar megházasodni. Ezt gyakran egyfajta lázadásnak tekintik a nők hagyományosan behatárolt szerepei ellen, mely szerint csak anyaként és feleségként értékesek a nők. 2004-ben a japán nők 54%-a volt egyedülálló a húszas éveiben, míg 1985-ben ez a szám mindössze 30,6% volt. A fiatal japán nők ehelyett a barátok és a munka köré építik az életüket. Az egyedülálló japán felnőttek általában a szüleikkel élnek, ezzel spórolva a háztartási költségeken, és így több pénzt költhetnek saját szórakozásukra. Masahiro Jamada szociológus nevezte el ezeket a fiatalokat „parazita szingliknek”. Számos fiatal japán nő úgy reagált erre, hogy névjegykártyájukra pozícióként „Parazita Szinglit” írtak. A japán média nagy figyelmet szentelt Japán születési arányának visszaesésére, de a tendencia folytatódik.

## Munkavállalás

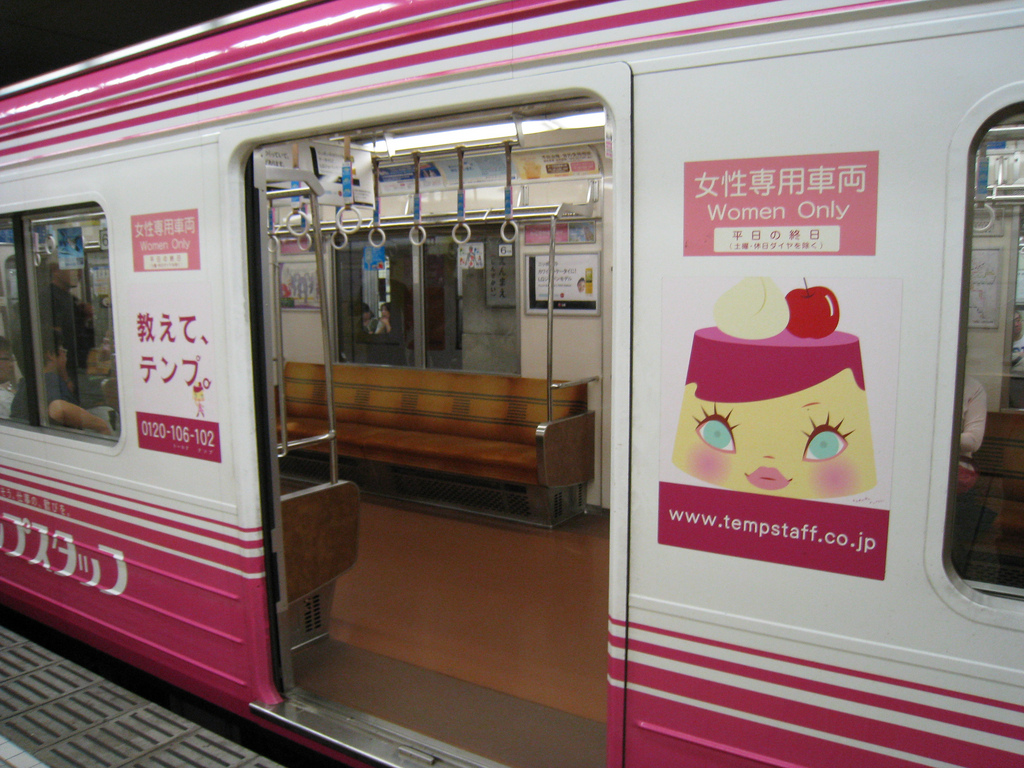
Női metrókocsi a szexuális zaklatás ellen.

A szakszervezeteket 1946-ban legalizálták, miután MacArthur 1945 decemberében bejelentette a szakszervezetek új törvényét. Azonban a szakszervezetek nem voltak nagy hatással a nők helyzetére, maradt a férfiuralom Az évszázad nagy részében csak kevés nő vállalhatott hivatalt, még az elsősorban női tagságú szakszervezeteknél is. Az 1980-as évekig a szakszervezetek gyakran aláírtak olyan szerződéseket, amely a női munkavállalókat korai nyugdíjba küldte.
1986-ban a Munkaügyi Minisztérium Női Hivatala elfogadta az Egyenlő Foglalkoztatási Lehetőségekről Szóló Törvényt (Equal Employment Opportunity Law), az első” nemek közötti egyenlőségről szóló törvényt, amelyet főként japán nők alkottak.”

### Egyenlő foglalkoztatási lehetőségekről szóló törvény
2013-tól a japán Egyenlő Foglalkoztatási Lehetőségekről Szóló Törvény nem tiltja a szexuális zaklatást a munkahelyen.
Nincs olyan törvényi rendelkezés, amely tiltja a szexuális zaklatást Japánban. Az Egyenlő Foglalkoztatási Lehetőségekről Szóló Törvény a munkaadók felelősségének tartja, hogy megelőzzék a szexuális zaklatást.
2013. április 29-én az ENSZ Gazdasági, Szociális és Kulturális Jogi Bizottságának 50. ülésén a civilszervezetek tájékoztatták a bizottságot, hogy a szexuális zaklatás áldozatai elveszítenék ügyüket a bíróságon, mivel nincsenek kifejezett jogi rendelkezések a szexuális zaklatás tilalmára. Május 17-én a bizottság kiadta észrevételeit: 

„A bizottság sürgeti az államot, hogy jogszabályba foglalja a szexuális zaklatással szembeni bűncselekményt, különösen a munkahelyen, amely a bűncselekmény súlyosságával arányos szankciókat hordoz. A bizottság azt is ajánlja, hogy az állam biztosítsa, hogy az áldozatok panaszt tehessenek a megtorlástól való félelem nélkül, illetve, hogy továbbra is hívják fel a figyelmet a szexuális zaklatásra.”

## Fordítás
- Ez a szócikk részben vagy egészben  a   Feminism in Japan című angol Wikipédia-szócikk ezen változatának fordításán alapul.  Az eredeti cikk szerkesztőit annak laptörténete sorolja fel. Ez a jelzés csupán a megfogalmazás eredetét és a szerzői jogokat jelzi, nem szolgál a cikkben szereplő információk forrásmegjelöléseként.